# Водозанурна мікроскопія
Водозанурний об'єктив у мікроскопії — спеціально розроблена сочка об’єктива, яка використовується для збільшення роздільної здатности мікроскопа. Це досягається зануренням як лінзи, так і зразка у воду, яка має вищий показник заломлення, ніж повітря, таким чином збільшуючи числову апертуру лінзи об’єктива.

## Мета водозанурення
Водозанурні об’єктиви використовуються не лише при дуже великих збільшеннях, що потребують високої роздільної здатности, але й при невеликих збільшеннях, навіть - 4X. Об'єктиви з великою кратністю збільшення мають короткі фокусні відстані, що полегшує використання води на предметному склі. Воду наносять на зразок у звичайному мікроскопі, а столик піднімають, занурюючи об’єктив у воду. Електрофоретичні препарати, що використовуються у випадку кометного аналізу, можуть мати ліпший ефект при використанні води під час мікроскопії. Показник заломлення води (1,33) ближчий до показника заломлення скла, тому цей метод збиратиме і фокусуватиме більше світла порівняно зі звичайними об’єктивами, матиме діапазон вищих числових апертур (NA) .

## Корекція
На відміну від олії, вода не має такого самого або майже ідентичного значення заломлення, як покривне скло, тому потрібен коригувальний комір, щоб мати можливість змінювати його товщину. Лінзи без коригувального коміра, як правило, виготовляються для використання покривного скла товщиною 0,17 мм або для використання без покривного шкельця.